# Педата Сан Плачидо-Чанчанела
Педата Сан Плачидо-Чанчанела је насеље у Италији у округу Катанија, региону Сицилија.
Према процени из 2011. у насељу је живело 39 становника. Насеље се налази на надморској висини од 524 м.